# Lindsay Davenport
Lindsay Davenport, född 8 juni 1976 i Palos Verdes, Kalifornien, är en amerikansk högerhänt före detta professionell tennisspelare.
Lindsay Davenport blev professionell tennisspelare i februari 1993. Hon rankades bland de tio bästa singelspelarna på WTA-touren från 1994 (utom 1995), och vid årsluten 1998, 2001, 2004 och 2005 rankades hon som etta. I oktober 1997 rankades hon dessutom som etta i dubbel. Hon har vunnit totalt 55 singeltitlar (varav tre i Grand Slam (GS)-turneringar) och 37 dubbeltitlar (varav tre i GS-turneringar) på WTA-touren under sin aktiva karriär. Åren 1996-1998 vann hon dubbeltiteln i Season ending WTA Tour Championship. År 1999 vann hon singeltiteln i samma mästerskap och nådde semifinalen 2005.

## Tenniskarriären
Lindsay Davenport vann sin första singeltitel på WTA-touren (Lucerne) 1993 vid en ålder av 16 år och 11 månader. År 1996 vann hon guld i singelturneringen vid Olympiska sommarspelen i Atlanta. Samma år vann hon sin första GS-titel (dubbeln i Franska öppna tillsammans med Mary Joe Fernández). Året därpå, 1997, vann hon sin andra GS-titel i dubbel (US Open tillsammans med tjeckiskan Jana Novotna). 
Davenport vann sin första singeltitel i en GS-turnering 1998. Det var i US Open, där hon i finalen mötte det föregående årets segrare, den schweiziska spelaren Martina Hingis. Davenport vann finalmatchen med siffrorna 6-3, 7-5. Hon nådde finalen också 2000, men förlorade denna mot Venus Williams (4-6, 5-7). År 1999 vann hon singeltiteln i Wimbledonmästerskapen. I finalen besegrade hon den sjufaldiga tyska Wimbledonmästarinnan, tillika det årets mästare i Franska öppna, Steffi Graf (6-4, 7-5). Hon följde upp med seger i dubbeln tillsammans med amerikanskan Corina Morariu. Davenport nådde singelfinalen i Wimbledon även 2000, men hon förlorade sin titel till Venus Williams (3-6, 6-7) som därmed tog sin första singeltitel i den turneringen. De båda möttes också i Wimbledonfinalen 2005, även denna gång med Williams som segrare i en mycket jämn match (6-4, 6-7, 7-9). Sin sista singeltitel i en GS-turnering vann Davenport 2000 (Australiska öppna, finalseger över Martina Hingis med siffrorna 6-4, 6-3). Perioden 1997-2005 nådde Davenport minst semifinal i singel i GS-turneringar vid fjorton tillfällen. I Australiska öppna har Davenport 1996-2005 spelat dubbelfinal vid sex tillfällen, utan att lyckas vinna titeln. 
Från 2001 har Lindsay Davenport i tilltagande omfattning varit skadedrabbad. Säsongen 2001 besvärades hon av en seninflammation (tendinit) i vänster fot och 2002 tvingades hon till ett längre speluppehåll på grund av knäskada. Denna innebar att hon inte kunde delta i tre av det årets GS-turneringar. Från 2004 återkom hon med full kraft på WTA-touren. Säsongen 2004 vann hon sju singeltitlar och den följande, 2005, sex singeltitlar. År 2005 spelade hon två GS-finaler i singel (Australiska öppna, förlust mot Serena Williams, 2-6, 6-3, 6-0, och Wimbledon).  Under de första månaderna av 2006 besväras hon av ankel- och ryggskador som satt ned hennes spelkapacitet. Trots detta nådde hon kvartsfinalen i Australiska öppna, vilken hon förlorade mot Justine Henin.
Lindsay Davenport deltog i det amerikanska Fed Cup-laget 1993-2000, 2002 och 2005. Hon spelade totalt 33 matcher av vilka hon vann 31.

## Spelaren och personen
Lindsay Davenport är främst baslinjespelare som bygger sitt spel på sina mycket effektiva grundslag. Hon spelar med dubbelfattad backhand. Hennes ovanliga längd (1,89 m) anses i någon mån göra henne långsam på banan, vilket hon kompenserar med en utsökt blick för spelet, lugn och balans. Hon har aviserat att hon från säsongen 2006 kommer att spela färre turneringar än föregående säsonger. Detta i kombination med skador har fått henne att tappa i ranking. Inför säsongen 2007 meddelade Davenport att hon inte kommer att spela tennis mer på WTA-touren, hon avslutar därmed sin tenniskarriär.
Men den 18 juli 2007 återupptog Davenport karriären. Hon gjorde comeback i singel i turneringen på Bali som hon sensationellt vann. Hon har därefter vunnit ytterligare tre titlar i singel, varav två under 2008, och en i dubbel. Hon avslutade sin karriär 2010.
Från 2003 är hon gift med fotbollsspelaren Jon Leach. Hennes far vann OS-guld i volleyboll.

## Lindsay DavenportsGrand slamsingelfinaler (7)

### Titlar (3)
| År   | Mästerskap        | Finalmotståndare | Setsiffror |
| 1998 | US Open           | Martina Hingis   | 6-3, 7-5   |
| 1999 | Wimbledon         | Steffi Graf      | 6-4, 7-5   |
| 2000 | Australiska öppna | Martina Hingis   | 6-1, 7-5   |

### Finalförluster(Runner-ups) (4)
| År   | Mästerskap        | Finalmotståndare | Setsiffror    |
| 2000 | Wimbledon         | Venus Williams   | 3-6, 6-7      |
| 2000 | US Open           | Venus Williams   | 4-6, 5-7      |
| 2005 | Australiska öppna | Serena Williams  | 6-2, 3-6, 0-6 |
| 2005 | Wimbledon         | Venus Williams   | 6-4, 6-7, 7-9 |

## ÖvrigaGrand Slam-titlar
- Franska öppna
  - Dubbel - 1996
- Wimbledon
  - Dubbel - 1999
- US Open
  - Dubbel - 1997